# Podsavezna nogometna liga Rijeka 1959./60.
Podsavezna nogometna liga Rijeka (također i kao Riječka podsavezna liga, Liga Riječkog nogometnog podsaveza) je bila liga četvrtog stupnja nogometnog prvenstva Jugoslavije u sezoni 1959./60. 
 Sudjelovalo je ukupno 11 klubova, a prvak je bila "Opatija".  

## Ljestvica
| mj. | klub                    | ut. | pob. | ner. | por. | gol+ | gol– | bod |
| --- | ----------------------- | --- | ---- | ---- | ---- | ---- | ---- | --- |
| 1.  | Opatija                 | 19  | 16   | 1    | 2    | 66   | 17   | 33  |
| 2.  | Pionir Rijeka           | 19  | 14   | 3    | 2    | 58   | 15   | 31  |
| 3.  | Primorje Krasica        | 19  | 9    | 4    | 6    | 50   | 39   | 22  |
| 4.  | Vinodol Novi Vinodolski | 19  | 8    | 5    | 6    | 51   | 49   | 21  |
| 5.  | Borac Bakar             | 19  | 7    | 5    | 7    | 47   | 42   | 19  |
| 6.  | Viktor Lenac Rijeka     | 19  | 7    | 2    | 10   | 35   | 54   | 16  |
| 7.  | Pomorac Kostrena        | 19  | 5    | 5    | 9    | 29   | 29   | 15  |
| 8.  | Klana                   | 19  | 5    | 4    | 10   | 32   | 50   | 14  |
| 9.  | Lučki radnik Rijeka     | 19  | 5    | 2    | 12   | 36   | 72   | 13  |
| 10. | Transjug Rijeka         | 19  | 1    | 2    | 16   | 17   | 71   | 4   |
|     | Svjetlost Rijeka        | 10  | 5    | 3    | 2    | 32   | 15   | 13  |

- "Svjetlost" iz Rijeke odustala u proljetnom dijelu

## Rezultatska križaljka
| kratica | klub                    | BOR | KLA | LUR | OPA | PIO | POM | PRI | TRA | VIKL | VIN | SVJ |
| --- | ----------------------- | --- | --- | --- | --- | --- | --- | --- | --- | ---- | --- | --- |
| BOR | Borac Bakar             |     |     |     |     |     |     |     |     |      |     |     |
| KLA | Klana                   |     |     |     |     |     |     |     |     |      |     |     |
| LUR | Lučki radnik Rijeka     |     |     |     |     |     |     |     |     |      |     |     |
| OPA | Opatija                 |     |     |     |     |     |     |     |     |      |     |     |
| PIO | Pionir Rijeka           |     |     |     |     |     |     |     |     |      |     |     |
| POM | Pomorac Kostrena        |     |     |     |     |     |     |     |     |      |     |     |
| PRI | Primorje Krasica        |     |     |     |     |     |     |     |     |      |     |     |
| TRA | Transjug Rijeka         |     |     |     |     |     |     |     |     |      |     |     |
| VIKL | Viktor Lenac Rijeka     |     |     |     |     |     |     |     |     |      |     |     |
| VIN | Vinodol Novi Vinodolski |     |     |     |     |     |     |     |     |      |     |     |
| SVJ | Svjetlost Rijeka        |     |     |     |     |     |     |     |     |      |     |     |
| |                         |     |     |     |     |     |     |     |     |      |     |     |
| podebljan rezultat – utakmice od 1. do 11. kola (1. utakmica između klubova) rezultat normalne debljine – utakmice od 12. do 22. kola (2. utakmica između klubova) rezultat nakošen – nije vidljiv redoslijed odigravanja međusobnih utakmica iz dostupnih izvora rezultat smanjen * – iz dostupnih izvora nije uočljiv domaćin susreta prekrižen rezultat – poništena ili brisana utakmica p – utakmica prekinuta 3:0 p.f. / 0:3 p.f. – rezultat 3:0 bez borbe n.i. – nije igrano |                         |     |     |     |     |     |     |     |     |      |     |     |

 Izvori:

## Unutrašnje poveznice
- Zona Rijeka – Pula 1959./60.
- Podsavezna liga Pula 1959./60.